# 西岸境界流
西岸境界流（せいがんきょうかいりゅう、英語: Western Boundary Current）は海洋の西岸近くにおける強い海流のことである。実際には大陸の東岸のすぐ近くに存在する強流帯であるが、「西岸」と訳すのが慣例となっている。ミンダナオ海流や黒潮などが具体例として挙げられる。

## メカニズム
海洋の表面からおよそ1000mの深さまでの表層循環は、偏西風や貿易風などの風応力により駆動され流るため、風成循環とも呼ばれる。海面の水は風応力により風と同じ向きに力を受けるが、この流れは慣性周期以上の時間スケールのためコリオリ力の影響を受け海面から下がるほど北半球では風と垂直右向き、南半球では左向きに流れる（エクマン螺旋）。貿易風では高緯度方向、偏西風では低緯度方向に流れるため、大洋の中心に水塊が集まる（エクマン吹送流、エクマン輸送）。水塊が集まると、大洋の中心の圧力が高まり、北半球では時計回り、南半球では反時計回りの高気圧性の回転（地衡流）を生じるが、これは気圧傾度力とコリオリの力が釣り合う向きに流れ出し、さらに遠心力と摩擦とも釣り合う流れである。この時計回りの還流は水平スケールが十分に大きく慣性周期以上の流れのため、ロスビー波が働くことで還流の中心にある高まりが西に寄せ集められ、流れも同時に西に寄る。その結果、西側の流路の幅が狭くなるため流速が速くなり、これが西岸境界流と呼ばれている。